# 97号州际公路
97号州际公路（英語：Interstate 97）是一条南北方向的州际公路。该公路连接了马里兰州帕罗尔和布里克林帕克，全长17.62英里。